# 기타무라 미우
기타무라 미우(일본어: 北村 美羽, 2001년 10월 21일~)는 일본의 여자 축구 선수이다.

## 구단 경력
그녀는 2023년 WE리그의 제프 유나이티드 지바에 입단했다. 2025년 린셰핑 FC로 이적했다.

## 국가대표팀 경력
그녀는 2025년 EAFF E-1 풋볼 챔피언십에 참가할 일본 국가대표팀에 발탁되었으며, 7월 9일 중화 타이베이와의 경기에서 데뷔했다.